# Chronologie des découvertes d'exoplanètes
 (avril 2021).
Le contenu est difficilement compréhensible vu les erreurs de traduction, qui sont peut-être dues à l'utilisation d'un logiciel de traduction automatique.
| Transit Vitesses radiales Microlentille gravitationnelle | Imagerie directe Variation du moment de transit Chronométrie de pulsar (en) |

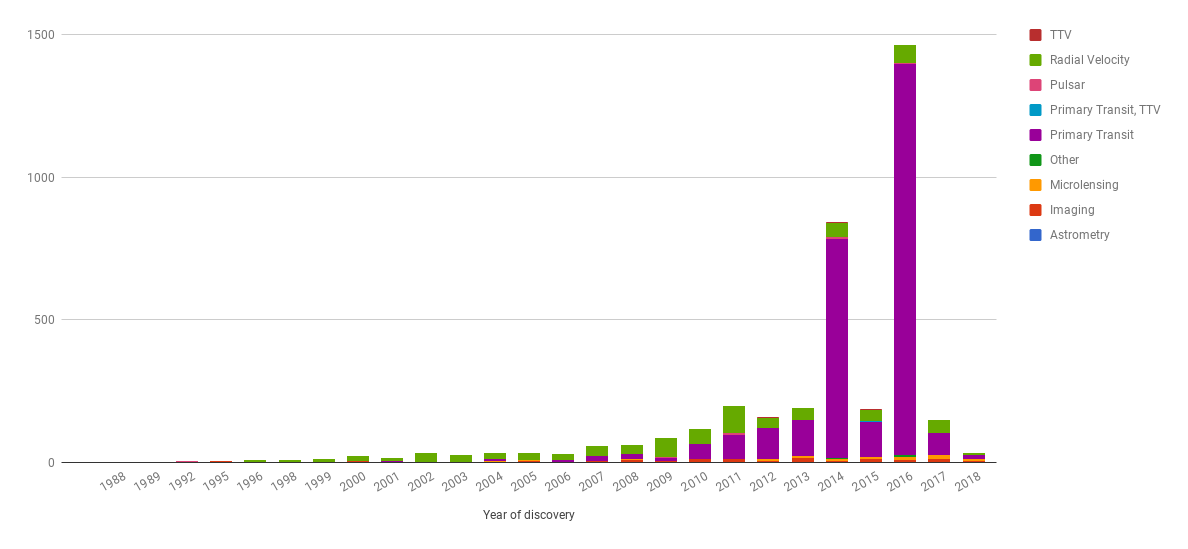
Nombre annuel de découvertes de planètes extrasolaires jusqu'en avril 2018.
Transit
Vitesses radiales
Microlentille gravitationnelle
Imagerie directe
Variation du moment de transit

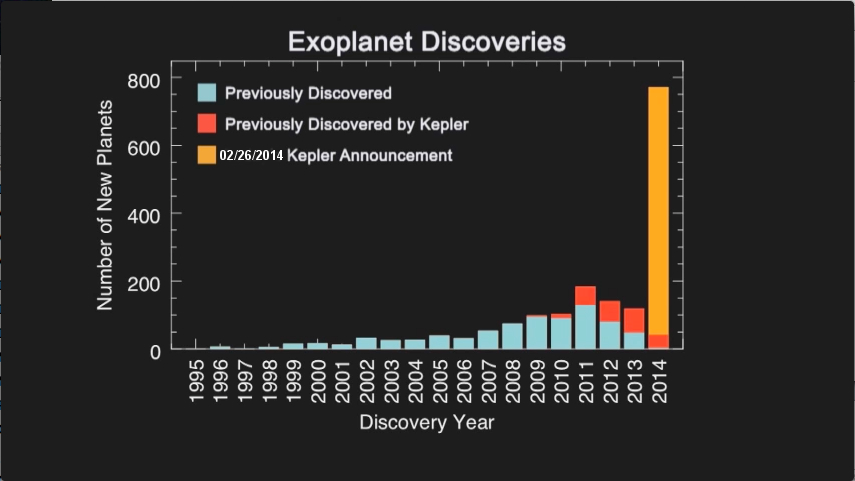
Histogramme des découvertes d'exoplanètes – la barre dorée affiche les nouvelles planètes «vérifiées par multiplicité» (26 février 2014).

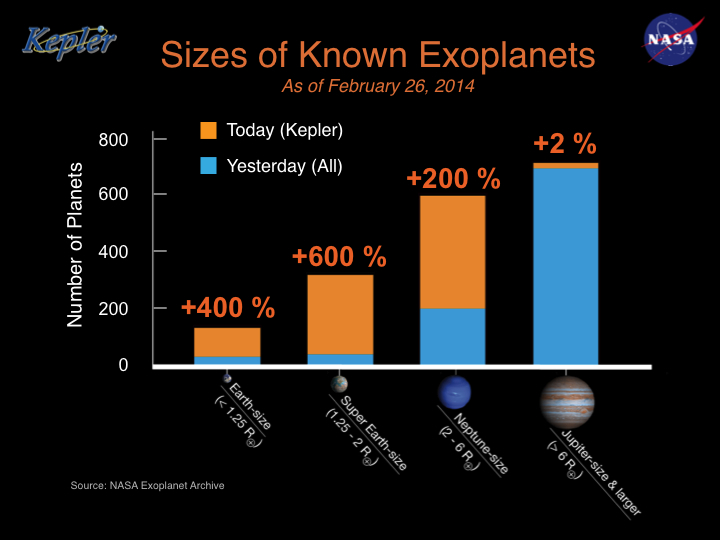
Histogramme des exoplanètes par taille - les parties dorées représentent les dernières exoplanètes récemment vérifiées de Kepler (26 février 2014).

Une exoplanète est une planète située à l'extérieur du Système solaire. La première preuve observationnelle de l'existence d'exoplanètes date de 1917, bien qu'elle n'ait été reconnue comme telle qu'en 2016 et qu'aucune découverte de planète n'y soit associée.
La première détection scientifique d'une exoplanète se fait en 1988. Par la suite, la première détection est confirmée en 1992, concernant la découverte de plusieurs planètes de masse terrestre en orbite autour du pulsar PSR B1257+12. La première confirmation d'une exoplanète en orbite autour d'une étoile est faite en 1995, lorsqu'une planète géante a été trouvée en orbite ayant une période de révolution autour de l'étoile 51 Pegasi de quatre jours. Certaines exoplanètes sont imagées directement par des télescopes, mais la grande majorité est détectée par des méthodes indirectes, telles que la méthode de transit et la méthode des vitesses radiales. En juillet 2024, 7 000 exoplanètes sont confirmées. En juillet 2025, on dénombre 7 560 exoplanètes découvertes. Voici une liste des découvertes les plus notables.

## 1988–1994
- Gamma Cephei Ab : les variations de vitesse radiale de l'étoile Gamma Cephei sont annoncées en 1989, cohérentes avec une planète décrivant une orbite de 2,5 ans[4]. Cependant, une mauvaise classification de l'étoile en tant que géante combinée à une sous-estimation de l'orbite de la binaire Gamma Cephei, qui impliquerait que l'orbite de la planète serait instable, conduit certains astronomes à soupçonner que les variations seraient simplement dues à la rotation stellaire. L'existence de la planète est finalement confirmée en 2002[5],[6].
- HD 114762 b : cet objet a une masse minimale de onze fois la masse de Jupiter et une période de 89 jours. Au moment de sa découverte, elle était considérée comme une naine brune probable[7], bien que par la suite elle ait été incluse dans des catalogues de planètes extrasolaires[8],[9]. Cette naine brune ou étoile naine rouge (et non une exoplanète) est avérée en 2019[10].
- PSR B1257 + 12 : la première découverte confirmée de planètes extrasolaires est faite en 1992 lorsqu'un système de planètes de masse terrestre est annoncé autour du pulsar milliseconde PSR B1257+12[2].

## 1995–1998
- 51 Pegasi b : en 1995, elle est la première exoplanète en orbite autour d'une étoile de la séquence principale confirmée. C'est un Jupiter chaud en orbite ayant une période de 4,2 jours[11].
- 47 Ursae Majoris b : en 1996, cette planète semblable à Jupiter est la première planète à longue période découverte, en orbite à 2,11 au de l'étoile et une excentricité de 0,049. Une deuxième planète est découverte en orbite à 3,39 au, une excentricité de 0,220 ± 0,028 et une période de 2 190 ± 460 jours.
- Gliese 876 b : en 1998, la première planète est trouvée en orbite autour d'une étoile naine rouge, Gliese 876. Elle est plus proche de son étoile que Mercure ne l'est du Soleil. D'autres planètes sont ensuite découvertes encore plus près de l'étoile[12].

## 1999
- Upsilon Andromedae : le premier système multi-planétaire découvert autour d'une étoile de séquence principale. Il contient trois planètes semblables à Jupiter. La planète b est annoncée en 1996,tandis que les planètes c et d l'ont été en 1999. Leurs masses sont de 0,687 ; 1,97 et 3,93 MJ. Elles gravitent respectivement à 0,0595 ; 0,830 et 2,54 au[13]. En 2007, leurs inclinaisons ont été déterminées comme non coplanaires.
- HD 209458 b : après avoir été découverte à l'origine avec la méthode de la vitesse radiale, celle-ci est devenue la première exoplanète à être vue en transit avec son étoile parente. La détection de transit a confirmé de manière concluante l'existence de planètes soupçonnées être responsables des mesures de vitesse radiale[14],[15].

## 2001
- HD 209458 b : des astronomes utilisant le télescope spatial Hubble ont annoncé qu'ils avaient détecté l'atmosphère de HD 209458 b. Ils ont trouvé la signature spectroscopique du sodium dans l'atmosphère, mais à une intensité plus faible que prévu, ce qui suggère que des nuages d'altitude supérieure obscurcissent les couches atmosphériques inférieures[16]. En 2008, l'albédo de sa couche nuageuse a été mesuré et sa structure modélisée comme stratosphérique.
- Iota Draconis b : la première planète découverte autour de l'étoile géante Iota Draconis, une géante orange. Cela fournit des preuves de la survie et du comportement des systèmes planétaires autour d'étoiles géantes. Les étoiles géantes ont des pulsations qui peuvent imiter la présence de planètes. La planète est très massive et possède une orbite très excentrique. Elle orbite en moyenne à 27,5 au de son étoile[17]. En 2008, l'origine du système serait attribuée à l'amas Hyades, aux côtés d'Epsilon Tauri.

## 2003
- PSR B1620-26 b : le 10 juillet, en utilisant les informations obtenues du télescope spatial Hubble, une équipe de scientifiques dirigée par Steinn Sigurðsson a confirmé la plus ancienne planète extrasolaire à ce jour. La planète est située dans l'amas d'étoiles globulaire M4, à environ 5 600 années-lumière de la Terre dans la constellation du Scorpion. C'est l'une des trois seules planètes connues orbitant autour d'une binaire stellaire ; l'une des étoiles du binaire est un pulsar, l'autre une naine blanche. La planète a une masse deux fois supérieure à celle de Jupiter, estimée à 12,7 milliards d'années[18].

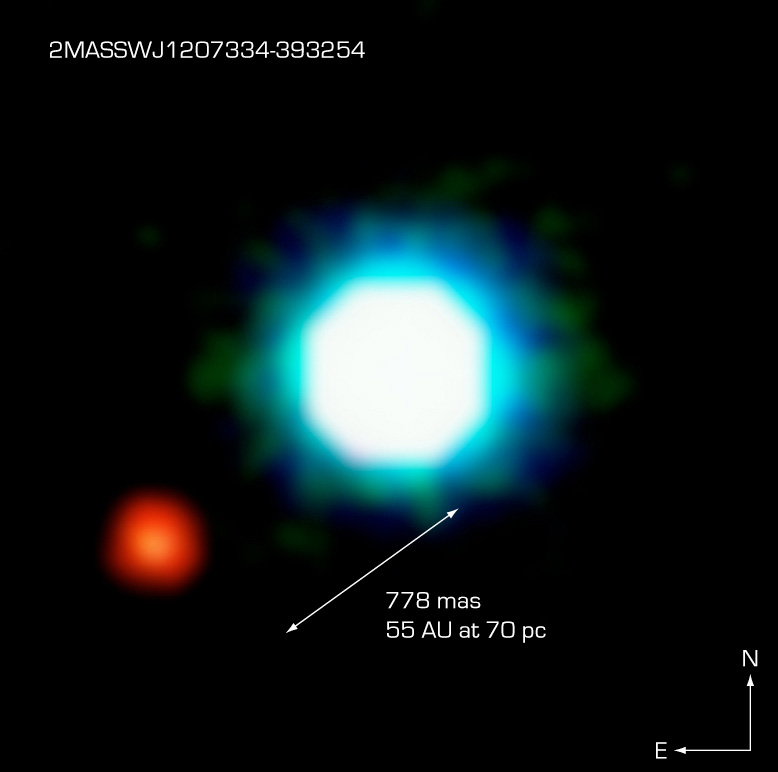
Image infrarouge de 2M1207 (bleuâtre) et 2M1207b (rougeâtre). Les deux objets sont séparés de moins d'une seconde d'arc dans le ciel terrestre. Image prise à l'aide du très grand télescope Yepun de 8,2 m de l'Observatoire européen austral.

- Mu Arae c : en août, une planète en orbite autour de Mu Arae d'une masse d'environ 14 fois celle de la Terre a été découverte avec le spectrographe HARPS  de l'Observatoire européen austral. Selon sa composition, il s'agit de la première découverte publiée de « Neptune chaud » ou de « super-Terre ».
- 2M1207 b : une première planète est trouvée autour d'une naine brune. La planète est également la première à être directement imagée (en infrarouge). Selon une première estimation, elle a une masse de cinq fois celle de Jupiter ; d'autres estimations donnent des masses légèrement inférieures. Elle a été initialement estimée en orbite à 55 au de la naine brune. Celle-ci n'est que 25 fois plus massive que Jupiter. La température de la planète géante gazeuse est très élevée (1 250 K), principalement en raison de la contraction gravitationnelle. Fin 2005, les paramètres ont été révisés au rayon orbital de 41 au et à la masse de 3,3 Jupiter, car il a été constaté que le système est plus proche de la Terre qu'on ne le croyait à l'origine. En 2006, un disque de poussière est trouvé autour de 2M1207, ce qui prouve la formation de planètes actives[19].

## 2005
- TrES-1 et HD 209458b : le 22 mars, deux groupes annoncent la première détection directe de lumière émise par des exoplanètes, réalisée avec le télescope spatial Spitzer. Ces études ont permis d'étudier directement la température et la structure des atmosphères planétaires[20],[21].
- Gliese 876 d : le 13 juin, une troisième planète en orbite autour de l'étoile naine rouge Gliese 876 est annoncée. D'une masse estimée à 7,5 fois celle de la Terre, elle pourrait avoir une composition rocheuse. La planète orbite à 0,021 au avec une période de 1,94 jour[22].
- HD 149026 b : cette planète est annoncée le 1er juillet. Sa densité inhabituellement élevée indiquerait qu'il s'agit d'une planète géante possédant le plus grand noyau alors connu. La masse du noyau a été estimée à 70 masses terrestres (en 2008, elle est estimée entre 80 et 110), représentant au moins les deux tiers de la masse totale de la planète[23].

## 2006
- OGLE-2005-BLG-390Lb : cette planète, annoncée le 25 janvier, a été détectée à l'aide de la méthode de microlentille gravitationnelle. Elle tourne autour d'une étoile naine rouge à environ 21 500 années-lumière de la Terre, vers le centre de la Voie lactée. En avril 2010, elle reste l'exoplanète connue la plus éloignée. Sa masse est estimée à 5,5 fois celle de la Terre. Avant cette découverte, les quelques exoplanètes connues ayant des masses relativement faibles n'avaient été découvertes que sur des orbites très proches de leurs étoiles parentes, mais on estime que cette planète a une séparation relativement large de 2,6 au de son étoile parente. En raison de cette large séparation et de la faible luminosité inhérente de l'étoile, la planète est probablement l'exoplanète la plus froide connue[24],[25].
- HD 69830 possède un système planétaire de trois planètes de masse de Neptune. C'est le premier triple système planétaire sans aucune planète semblable à Jupiter découverte autour d'une étoile semblable au Soleil. Les trois planètes ont été annoncées le 18 mai par Lovis. Les trois orbites sont inférieures à 1 au. Les planètes b, c et d ont respectivement des masses 10, 12 et 18 fois supérieures à celles de la Terre. La planète la plus externe, d, semble être dans la zone habitable, dans une épaisse ceinture d'astéroïdes.

## 2007
- HD 209458 b et HD 189733 b deviennent les premières planètes extrasolaires dont les spectres atmosphériques sont directement observés. L'annonce est faite le 21 février par deux groupes de chercheurs qui ont travaillé de manière indépendante. Un groupe, dirigé par Jeremy Richardson du Goddard Space Flight Center de la NASA, a observé l'atmosphère de HD 209458 b sur une plage de longueurs d'onde de 7,5 à 13,2 µm. Les résultats ont été surprenants à plusieurs égards. Le pic spectral de 10 µm de vapeur d'eau était absent. Un pic imprévu a été observé à 9,65 µm, que les enquêteurs ont attribué à des nuages de poussière de silicate. Un autre pic, à 7,78 µm, est resté inexpliqué[26]. L'autre groupe, dirigé par Carl Grillmair du Spitzer Science Center de la NASA, a observé HD 189733 b. Ils ont également échoué à détecter la signature spectroscopique de la vapeur d'eau[27]. Plus tard dans l'année, un autre groupe de chercheurs utilisant une technique différente parvient à détecter la vapeur d'eau dans l'atmosphère de la planète, en faisant une première[28],[29].
- Gliese 581 c : une équipe d'astronomes dirigée par Stéphane Udry a utilisé l'instrument HARPS du télescope de 3,6 m de l'Observatoire européen austral pour découvrir cette exoplanète au moyen de la méthode de la vitesse radiale[30]. L'équipe a calculé que la planète pouvait supporter de l'eau liquide et peut-être la vie[31]. Cependant, des études d'habitabilité ultérieures indiquent que la planète souffre probablement d'un effet de serre incontrôlable similaire à celui de Vénus, rendant impossible la présence d'eau liquide[32],[33]. Ces études suggèrent que la troisième planète du système, Gliese 581 d, est plus susceptible d'être habitable. Seth Shostak, un astronome confirmé de l'institut SETI, déclare que deux recherches infructueuses ont déjà été effectuées pour des signaux radio provenant de l'intelligence extraterrestre dans le système Gliese 581.
- Gliese 436 b : cette planète est l'une des premières de masse Neptune découvertes jusque là, en août 2004. En mai 2007, un transit est observé, montrant que la planète en transit est la plus petite et la moins massive connue, soit 22 M⊕. Sa densité est cohérente avec un grand noyau d'une forme exotique d'eau solide appelée « glace chaude », qui s'expliquerait par les températures élevées de la planète et sa gravité importante, qui rendraient l'eau extrêmement dense[34].
- TrES-4 b : exoplanète de plus grand diamètre et de plus faible densité à ce jour, TrES-4 a 1,7 fois le diamètre de Jupiter mais seulement 0,84 fois sa masse, ce qui lui donne une masse volumique de seulement 0,2 g/cm3 - à peu de chose celle du bois de balsa. Elle orbite étroitement autour de son étoile primaire et est donc assez chaude, mais l'échauffement stellaire ne semble pas à lui seul expliquer sa grande taille[35].

## 2008
- OGLE-2006-BLG-109 L b (en) et OGLE-2006-BLG-109 L c (en) : le 14 février est annoncée la découverte du système planétaire le plus similaire à la paire Jupiter - Saturne par le rapport de leurs masses et paramètres orbitaux. La présence de planètes ayant de tels paramètres a des implications sur la vie possible dans un système stellaire, car Jupiter et Saturne ont un effet stabilisateur sur la zone habitable, qui en expulsent de gros astéroïdes[36].
- HD 189733 b : le 20 mars, des études de suivi des premières analyses spectrales d'une planète extrasolaire sont publiées dans la revue scientifique Nature, annonçant, pour la première fois sur une planète extrasolaire, la mise en évidence d'une molécule organique. L'analyse montre non seulement de la vapeur d'eau, mais aussi du méthane dans l'atmosphère de la planète géante gazeuse. Bien que les conditions y soient trop dures pour abriter la vie, c'est la première fois qu'une molécule clé pour la vie organique est découverte sur une planète extrasolaire[37].
- HD 40307 : le 16 juin, Michel Mayor annonce un système planétaire comptant trois super-Terres en orbite autour de cette étoile de type K. Les planètes ont des masses entre 4 et 9 masses terrestres et des périodes de 4 à 20 jours. Il a été suggéré que ce pourrait être le premier système multi-planétaire dépourvu de géante gazeuse. Cependant, une étude ultérieure de la stabilité orbitale du système révèle que les interactions de marée ont eu peu d'effet sur l'évolution des orbites des planètes. Cela suggère que les planètes subissent une dissipation de marée relativement faible et sont donc principalement de composition gazeuse[38]. Toutes les trois ont été découvertes par le spectrographe HARPS à La Silla, au Chili[39].
- 1RXS J160929.1-210524 : en septembre, un objet est imagé dans l'infrarouge à une séparation de 330 au de cette étoile. En juin 2010, il est confirmé que l'objet est une planète compagnon de l'étoile plutôt qu'un objet d'arrière-plan aligné par hasard[40].
- Fomalhaut b : le 13 novembre, la NASA et le Laboratoire national Lawrence Livermore annoncent la découverte d'une planète extrasolaire en orbite juste à l'intérieur de l'anneau de débris de l'étoile de classe A Fomalhaut (Alpha Piscis Austrini). C'est la première planète extrasolaire à être directement imagée par un télescope optique[Quoi ?][41]. Sa masse est estimée à trois fois celle de Jupiter[42],[43]. Sur la base de la luminosité inattendue de la planète aux longueurs d'onde visibles, l'équipe de découverte soupçonne qu'elle est entourée de son propre grand disque ou anneau qui pourrait être un système satellite en cours de formation.
- HR 8799 : le 13 novembre également, la découverte de trois planètes en orbite autour de HR 8799 est annoncée. C'était la première image directe de plusieurs planètes. Christian Marois de l'Institut Herzberg d'astrophysique du Conseil national de recherches du Canada et son équipe ont utilisé les télescopes Keck et Gemini à Hawaï . Les images Gemini ont permis à l'équipe internationale de faire la découverte initiale de deux des planètes avec des données obtenues le 17 octobre 2007. Puis, de juillet à septembre 2008, l'équipe confirme cette découverte et trouve une troisième planète en orbite encore plus près de l'étoile avec des images obtenues au télescope Keck II. Un examen des données plus anciennes prises en 2004 avec le télescope Keck II révéle que les deux planètes extérieures sont visibles sur ces images. Leurs masses et séparations sont d'environ 7MJ à 24 au, 7 MJ à 38 au et 5 MJ à 68 au[44].

## 2009
- CoRoT-7 b : le 3 février, l'Agence spatiale européenne annonce la découverte d'une planète en orbite autour de l'étoile CoRoT-7. Bien que la planète tourne autour de son étoile à une distance inférieure à 0,02 au, son diamètre est estimé à 1,7 fois celui de la Terre, ce qui en fait la plus petite super-Terre jamais mesurée. En raison de sa proximité extrême avec son étoile parente, on pense qu'elle a une surface fondue à une température de 1 000 à 1 500 °C[45]. Elle a été découverte par le satellite français CoRoT.
- Gliese 581 e : le 21 avril, l'Observatoire européen austral annonce la découverte d'une quatrième planète en orbite autour de Gliese 581. La planète tourne autour de son étoile à une distance inférieure à 0,03 au et a une masse minimale estimée à 1,9 fois celle de la Terre. En janvier 2010, il s'agit de la planète extrasolaire la plus légère connue à orbiter autour d'une étoile de la séquence principale[11].
- 30 planètes: Le 19 octobre, il a été annoncé que trente nouvelles planètes sont découvertes, toutes détectées par la méthode des vitesses radiales. Cette journée conserve le record du nombre de planètes annoncées en une seule journée. Octobre 2009 détient désormais le record du nombre de planètes découvertes en un mois, battant le record établi en juin 2002 et août 2009, au cours desquels 17 planètes ont été découvertes.
- 61 Virginis et HD 1461 : le 14 décembre, trois planètes (l'une est une super-Terre, les deux autres de masse neptunienne) sont découvertes. En outre, une planète super-Terre et deux planètes non confirmées autour de HD 1461 sont découvertes. Ceci indique que les planètes de faible masse en orbite autour d'étoiles proches sont très courantes. 61 Virginis est la première étoile semblable au Soleil à accueillir les planètes super-terrestres[46].
- GJ 1214 b : le 16 décembre, une planète super-Terre est découverte par transit. La détermination de la densité à partir de la masse et du rayon suggère que cette planète pourrait être une planète océanique composée à 75 % d'eau et 25 % de roches. Une partie de l'eau de cette planète devrait être sous forme exotique de glace VII. Il s'agit de la première planète découverte par MEarth Project, qui est utilisée pour rechercher des transits de planètes super-terrestres passant devant une étoile de type M[47].

## 2010
- 47 Ursae Majoris d : le 6 mars, une géante gazeuse semblable à Jupiter avec la plus longue période orbitale connue de toutes les exoplanètes est détectée par vitesse radiale. Elle orbite autour de son étoile à une distance similaire à celle de Saturne dans le système solaire avec sa période orbitale d'environ 38 années terrestres.
- CoRoT-9 b : le 17 mars, la première planète en transit tempérée connue a été annoncée. Découvert par le satellite CoRoT, il a une période orbitale de 95 jours et une distance périastron de 0,36 au, de loin la plus grande de toutes les exoplanètes dont le transit a été observé. La température de la planète est estimée entre 250 et 430 K (entre −23 et 157 °C)[48].
- Beta Pictoris b : le 10 juin, pour la première fois, des astronomes ont pu suivre directement le mouvement d'une exoplanète alors qu'elle se déplaçait de l'autre côté de son étoile hôte. La planète a la plus petite orbite à ce jour de toutes les exoplanètes directement imagées, se trouvant aussi près de son étoile hôte que Saturne l'est du Soleil[49].
- HD 209458 b : le 23 juin, des astronomes annoncent avoir mesuré une superstorm pour la première fois dans l'atmosphère de HD 209458 b. Les observations de très haute précision faites par le Very Large Telescope de l’ESO et  son puissant spectrographe CRIRES montrent que du monoxyde de carbone circule à grande vitesse depuis le côté très chaud du jour au côté nocturne plus froid de la planète. Les observations permettent également une autre «première» passionnante - mesurer la vitesse orbitale de l'exoplanète elle-même, fournissant une détermination directe de sa masse[50].
- HD 10180 : le 24 août, des astronomes utilisant l'instrument HARPS de l'ESO annoncent la découverte d'un système planétaire avec jusqu'à sept planètes en orbite autour d'une étoile semblable au Soleil avec cinq planètes de masse Neptune confirmées et des preuves de deux autres planètes, dont l'une pourrait avoir le masse la plus basse de toute planète trouvée à ce jour en orbite autour d'une étoile de la séquence principale, et dont l'autre peut être une planète saturnienne de longue période. De plus, il est prouvé que les distances des planètes de leur étoile suivent un modèle régulier, comme on le voit dans le système solaire[51].

## 2011
- Kepler-11 : le 3 février, des astronomes, grâce à la mission Kepler de la NASA, annoncent la découverte de six planètes en transit en orbite autour de l'étoile Kepler-11. Les masses sont confirmées à l'aide d'une nouvelle méthode, la variation du moment de transit. L'architecture du système est unique, qui comprend six planètes de faible masse et de faible densité, toutes rassemblées sur des orbites serrées autour de leur étoile hôte. Les cinq planètes intérieures gravitent sur des orbites inférieures à celle de Mercure. On pense que ces planètes se sont formées au-delà de la ligne de neige et ont migré vers leur position actuelle[52].
- 55 Cancri e : le 27 avril 2011, la super-Terre 55 Cancri e transite par son étoile hôte vu du satellite MOST. Cette planète a la plus courte période orbitale connue de toutes les planètes extrasolaires à 0,73 jour (17,5 heures). C'est aussi la première fois qu'une super-Terre est détectée en transit sur une étoile à l'œil nu (moins de 6e magnitude en bande V). La haute densité calculée suggère que la planète a une "composition roche-fer complétée par une masse importante d'eau, de gaz ou d'autres éléments légers"[53].

## 2012
- Alpha Centauri Bb : le 16 octobre 2012 est annoncée la découverte d'une planète de masse terrestre en orbite autour d'Alpha Centauri B[54]. La découverte d'une planète dans le système stellaire le plus proche de la Terre reçoit l'attention des médias et est considérée comme un jalon important dans la recherche sur les exoplanètes. Cependant, cette découverte est par la suite infirmée.

## 2013
- PH2 b : le 3 janvier, la découverte d'une exoplanète de la taille Jupiter « potentiellement habitable » est annoncée[55],[56]. Cette découverte de l'exoplanète mise à jour par les participants du projet Planet Hunters d'astronomes amateurs à l'aide de données de l'observatoire spatial de la mission Kepler est confirmée avec 99,9 % de confiance, par des observations faites à l'observatoire WM Keck à Hawaï. PH2 b est la deuxième planète confirmée découverte par PlanetHunters.org après PH1 b.
- Kepler-69 c (auparavant KOI-172.02) : le 7 janvier, la découverte d'une exoplanète candidate non confirmée (Kepler Object of Interest) est annoncée par des astronomes affiliés à l'observatoire spatial de la mission Kepler[57],[58]. L'objet candidat, une super-Terre, a un rayon de 1,54 fois celui de la Terre. Kepler-69 c orbite Kepler-69, une étoile semblable au Soleil[59], dans la zone habitable, zone où l'eau liquide pourrait exister à la surface de la planète. Les scientifiques affirment que l'exoplanète, si elle est confirmée, pourrait être une « candidate de choix pour héberger une vie extraterrestre ».
- Le 18 avril 2013, la NASA annonce la découverte de trois nouvelles exoplanètes semblables à la Terre — Kepler-62 e, Kepler-62 f et Kepler-69 c (depuis confirmées) — dans les zones habitables de leurs étoiles respectives, Kepler-62 et Kepler-69. Les nouvelles exoplanètes, considérées comme des candidates de choix pour posséder de l'eau liquide et donc potentiellement de la vie, ont été identifiées à l'aide de l'observatoire spatial Kepler[60],[61].
- WASP-76 b, planète exotique, est découverte et présente du fer liquide chaud ; ses températures en journée atteignent 2 400 °C. Son côté nuit est de 1 000 °C plus froid, ce qui permet aux métaux de se condenser et de pleuvoir[62].

## 2014
- Le 26 février 2014, la NASA annonce la découverte de 715 exoplanète nouvellement vérifiées autour de 305 étoiles par le télescope spatial Kepler. Les exoplanètes ont été trouvées en utilisant une technique statistique appelée «vérification par multiplicité». 95% des exoplanètes découvertes étaient plus petites que Neptune et quatre, dont Kepler-296 f, ont moins de deux fois et demi la taille de la Terre et se trouvent dans des zones habitables où les températures de surface permettent à l'eau d'être liquide[63],[64],[65].
- En novembre 2014, le groupe Planet Hunters découvre l'exoplanète PH3 c. Cette exoplanète est à 700 parsecs de la Terre (près de 2 300 années lumière), de faible densité et quatre fois plus massive que la Terre[66],[67],[68].
- En juillet 2014, la NASA annonce la mesure la plus précise alors de la taille d'une exoplanète, Kepler-93 b[69], la découverte d'une exoplanète (Kepler-421 b) qui a la plus longue période de révolution connue (704 jours) de toute planète en transit trouvée alors[70], et annonce avoir identifié des atmosphères très sèches sur trois exoplanètes (HD 189733 b, HD 209458 b, WASP-12 b) en orbite autour d'étoiles semblables au soleil[71].

## 2015
- Le 6 janvier, la NASA annonce la 1 000 e exoplanète confirmée découverte par le télescope spatial Kepler. Trois des exoplanètes nouvellement confirmées ont été trouvées en orbite dans les zones habitables de leurs étoiles hôtes : Kepler-438 b et Kepler-442 b, sont proches de la Terre en  taille et sont probablement rocheuses ; la troisième, Kepler-440 b, est une super-Terre. Les petites exoplanètes confirmées similaires dans les zones habitables trouvées plus tôt par Kepler comprennent : Kepler-62 e, Kepler-62 f, Kepler-186 f, Kepler-296 e et Kepler-296 f[72].
- Le 23 juillet, la NASA annonce la publication du septième catalogue de candidats Kepler, portant le nombre total d'exoplanètes confirmées à 1 030 et le nombre d'exoplanètes candidates à 4 696. Cette annonce comprend également le premier rapport de Kepler-452 b, planète proche de la Terre en taille en orbite dans la zone habitable d'une étoile de type G2, ainsi que onze autres « petites planètes candidates de la zone habitable[73] ».
- Le 30 juillet, la NASA confirme la découverte par méthode des transits de HD 219134 b, planète rocheuse la plus proche en dehors du Système solaire, plus grande que la Terre, à 21 années-lumière. La planète a une masse 4,5 fois celle de la Terre, un rayon environ 1,6 fois celui de la Terre, une orbite de trois jours autour de son étoile. La combinaison de la taille et de la masse lui donne une densité de 6 g/cm3, confirmant qu'il s'agit d'une planète rocheuse[74],[75],[76].
- En septembre, les astronomes signalent les fluctuations de lumière inhabituelles de KIC 8462852, une étoile de la séquence principale de type F dans la constellation du Cygne, détectées par le télescope spatial Kepler, lors de la recherche d'exoplanètes. Diverses explications ont été présentées, y compris celles évoquant des comètes, des astéroïdes, ainsi qu'une civilisation extraterrestre[77],[78],[79].

## 2016
- Le 24 août, la campagne Pale Red Dot annonce la découverte de Proxima b. En orbite autour de l'étoile la plus proche du Système solaire, Proxima Centauri, l'exoplanète de 1,3 masse terrestre orbite dans la zone habitable de l'étoile. La planète a été découverte par les instruments HARPS et UVES des télescopes de l'Observatoire européen austral au Chili, après que des signes d'une planète en orbite autour de Proxima Centauri ont été découverts pour la première fois en 2013[80].

## 2017
- Le 22 février 2017, plusieurs scientifiques travaillant au California Institute of Technology pour la NASA, utilisant le télescope spatial Spitzer, ont annoncé la découverte de sept exoplanètes potentiellement habitables en orbite autour de TRAPPIST-1, une étoile à environ 40 années-lumière. Trois de ces planètes sont situées dans la zone habitable du système stellaire TRAPPIST-1 et ont le possibilité d'abriter de l'eau liquide à leur surface et éventuellement de favoriser la vie. Cette découverte établit un nouveau record pour le plus grand nombre de planètes de la zone habitable trouvées autour d'une seule étoile en dehors du système solaire[81]. TRAPPIST-1 est une naine rouge, ce qui augmente la probabilité que les exoplanètes en orbite autour de TRAPPIST-1 soient verrouillées avec l'étoile parente[82].
- Ross 128 b est une exoplanète confirmée de la taille de la Terre, probablement rocheuse, en orbite dans la zone intérieure habitable de la naine rouge Ross 128. C'est la deuxième exoplanète potentiellement habitable la plus proche trouvée, à une distance d'environ 11 années-lumière ; seule Proxima Centauri b est plus proche. La planète n'est que 35 % plus massive que la Terre, ne reçoit que 38 % de plus de lumière solaire et devrait être à une température permettant à l'eau liquide d'exister à sa surface, si elle a une atmosphère[83].

## 2018
- K2-155 d peut entrer dans la zone habitable et contenir de l'eau liquide[84].
- WASP-104 b, un Jupiter chaud, est considérée par les chercheurs comme l'une des exoplanètes les plus sombres jamais découvertes[85] : sa surface absorberait 99 % de la lumière incidente.
- L'hélium est détecté pour la première fois dans l'atmosphère d'une exoplanète par des scientifiques observant WASP-107 b[86].
- Le 7 juin, des scientifiques du Laboratoire de recherche physique (PRL) de l'ISRO, utilisant le spectrographe PRL Radial-speed Abu-Sky Search (Paras) intégré à un télescope de l'observatoire infrarouge de Mount Abu, annoncent la découverte de l'étoile hôte EPIC 211945201 ou K2-236 et l'exoplanète EPIC 211945201 b ou K2-236 b. Située à une distance de 600 années-lumière de la Terre, elle fait 27 masses terrestres et 6 rayons terrestres. Sa température de surface est de 600 °C[87],[88].
- WASP-189 b, une Jupiter ultra-chaude, est découverte en 2018. CHEOPS l'observe en septembre 2020[89].

## 2019
- GJ 357 d est considérée comme une super-Terre, dans la zone habitable circumstellaire de son étoile[90].
- LTT 1445 Ab est une planète rocheuse qui ne fait le tour de son étoile qu'en cinq jours. Sa température de surface atteint 160 °C[91].
- DS Tucanae Ab est une exoplanète de type Neptune qui orbite autour d'une étoile de type G. Il lui faut 8,1 jours pour accomplir une orbite de son étoile[92].

## 2020
- LHS 1815 b est une planète du disque épais en dehors du plan galactique, découverte par TESS[93].
- Kepler-1649 c est une exoplanète de la taille de la Terre dans la zone habitable[94] de son étoile.
- TOI 700 d : en janvier 2020, des scientifiques annoncent la découverte de la première planète de la taille de la Terre dans la zone habitable détectée par TESS[95].
- KOI-456.04 est une planète dans la zone habitable de Kepler-160[96].
- GJ 3470 c est la première exoplanète candidate découverte uniquement par des astronomes amateurs[97].
- OGLE-2016-BLG-1928 est trouvée par une lentille gravitationnelle. Sérieuse candidate comme planète solitaire, de masse terrestre, elle est située à plus de 8 au de n'importe quelle étoile, dans notre galaxie[98],[99],[100].

## 2021
- HD 110082 b est découverte, exoplanète sous-Neptune qui orbite autour de l'étoile HD 110082[101].

## 2023
- LHS 3154 b : découverte caractéristique de la première exoplanète de courte période de masse neptunienne en orbite autour d'une étoile de faible masse[102].